# François-Xavier Veytard
François-Xavier Veytard est un religieux et homme politique français né le 5 décembre 1731 à Gannat (Allier) et décédé le 23 mars 1797 à Madrid (Espagne).
Curé de Saint-Gervais à Paris en 1784, il est député du clergé pour la ville de Paris aux États généraux de 1789. Il fait partie des premiers de son ordre à rejoindre les députés du tiers. Mais effrayé par la Révolution, il démissionne le 3 novembre 1789. Il refuse de prêter serment en 1791 et part en émigration en Espagne.

## Source
« François-Xavier Veytard », dans Adolphe Robert et Gaston Cougny, Dictionnaire des parlementaires français, Edgar Bourloton, 1889-1891 [détail de l’édition]